# Trigonarthris minnesotana
Trigonarthris minnesotana är en skalbaggsart som först beskrevs av Thomas Casey 1913.  Trigonarthris minnesotana ingår i släktet Trigonarthris och familjen långhorningar. Inga underarter finns listade i Catalogue of Life.